# 二叔丁胺
二叔丁胺是一种有机化合物，化学式为C8H19N。它可由叔丁基亚异丙胺-N-氧化物和甲基溴化镁反应，生成的羟胺再和二硫化碳反应制得。N-氯代二叔丁胺和异丙基溴化镁反应，会生成少量二叔丁胺副产物。它溶于高氯酸锂的DMF溶液后通电，可以得到N,N'-二叔丁基-1,2-丙二胺。